# زبان گزارشگری تجاری گسترش پذیر
زبان گزارشگری تجاری برچسبی، زبان گزارشگری تجاری گسترش‌پذیر یا اکس.بی.آر.ال (XBRL) یک زبان گزارشگری الکترونیکی است که با آن شرکت‌ها می‌توانند داده‌های مالی خود را مخابره کنند. به عبارت دیگر یک طرف می‌تواند داده‌های بنگاه را به طرف مقابل (گیرنده )در یک چشم بر هم زدن ان داده ها را به سامانهٔ خاص خود انتقال دهد .در اصل ایکس بی ار ال به این منظور طراحی شد که به رایانه ها این امکان را بدهد که اطلاعات مالی را مبادله کنند .بخوانند و پردازش کنند در سراسر دنیا نهادهای دولتی وقانونی وبنگاه‌های تجاری وبازرگانی از ایکس ار ال برای گرد اوری و به اشتراک‌گذاری داده‌ها استفاده می‌کنند .با این حال ایکس بی ار ال برای انتقال داده‌ها بین رایانه‌ها طراحی شده‌است وخواندن ان برای بشر اسان نیست.

## ixbrl چیست؟
ای ایکس بی ار ال فناوری توسعه یافته‌ای است که ساختار مستندات ارائه شده را حفظ می‌کند وبرون داداین کار داده‌های ایکس بی ار ال خوانش پذیر توسط انسان است برای دستیابی به این گونه داده‌ها بسته به نوع گزارشگری اجزای مشخصی از مستندات مالی وحساب‌ها باید بر چسب‌گذاری شوند .
مزایای ixbrl
مزیت اصلی ای ایکس بی ار ال نسبت به ایکس بی ار ال این است که خوانا توسط انسان است .طیق ایکس بی ار ال داده‌های گزارش مالی می‌تواند به صورت الکترونیکی استخراج ومخابره شود .طبق ای ایکس بی ار ال خود گزارش می‌تواند با همهٔ محتوا به شکل وفرمت اولیه ونیز همراه با هر گونه داده‌های استخراجی از ایکس بی ار ال مخابره شود.به این دلیل ای ایکس یب ار ال برای انتقال مستندات تجاری موجود کامل نیست .
چند گاهی است که در کشور بحث عملیاتی کردن ایکس بی ار ال مطرح شده‌است و حتی سازمان بورس اوراق بهادار تهران بارها بر جدی بودن ان تأکید گذاشته است ولی هنوز هیچ اقدام عملیاتی مشاهده نشده‌است گرچه در از دو سال گذشته سازمان امور مالیاتی نیز با اجرای طرح جامع مالیاتی شرکت‌ها ومشاغل و افراد را ملزم کرده‌است اظهار نامه مالیاتی خود را از راه سامانهٔ عملیات الکترونیکی مودیان ارسال کنند .